# Gecko Sector
Gecko Sector ist ein 2006 von Gerrit Thomas und Stefan Winkel gegründetes Electro-Projekt.

## Geschichte
Gerrit Thomas, der bereits mit seinen Bands Funker Vogt, Ravenous und Fusspils 11 erfolgreich war, gründete mit Stefan Winkel 2006 Gecko Sector. Winkel war im Gegensatz zu Thomas vornehmlich als DJ bekannt. Der Name Gecko Sector soll eine Anspielung auf die Verbindung der eher technischen musikalischen Komponente der Musik mit dem organisch düsteren Teil des Gesangs sein. So bezieht sich der Begriff Sector auf den kleinsten adressierbaren Teil eines Speichermediums und Gecko auf das nachtaktive Tier.
Ende 2010 fand eine Supporttour mit And One statt, als weitere Vorgruppe war F.O.D. dabei. Im Jahr 2012 erschien das erste und bisher einzige Album Enter unter dem Label Out of Line mit 12 Titeln.

## Stil und Wahrnehmung
Die Musik der Band gilt als „clubtauglich, eingängig und vor allem auch abwechslungsreich“. Die klangliche Umsetzung reicht von technolastigen Dancefloornummern über melancholische Midtempostücke bis hin zu Balladen. Die Band verortet sich als Bindeglied zwischen Synthie-Pop-Retro und aktuellen elektronischen Musikstilen der Schwarzen Szene.

„Es gibt zur Zeit wirklich sehr viele Electroprojekte, die mir teilweise auch gut gefallen. Andererseits gibt es sehr viele harte Projekte und auf der anderen Seite viele eher poppige Sachen. Wir schließen die Lücke dazwischen. Es ist eine Mischung aus Retro-Elementen und aktuellen Styles.“

## Diskografie
- 2012: Enter (Album, Out of Line)